# Couleur locale
Met de couleur locale wordt de algemene kleur van een landschap bedoeld; de toon die daar overheersend is en het bijzondere karakter aanduidt: de stemming of sfeer in het tafereel voor zover ze door de kleur of toon bepaald worden. Een kleur die door alle vermengd schijnt.
In de jaren van het impressionisme, in Nederland te zien in de Haagse school, werd er bijzondere waarde gehecht aan de couleur locale. Elke landstreek heeft (had) zijn plaatselijke kleur of toon.
Ook buiten de schilderkunst wordt de term regelmatig in overdrachtelijke zin gebruikt om aan te geven dat iets de karakteristiek van de omgeving weergeeft.